# بخش مرکزی شهرستان خرامه
بخش مرکزی شهرستان خرامه یکی از بخش‌های شهرستان خرامه در استان فارس ایران است. شهر خرامه مرکز این بخش و معزآباد جابری و خیرآباد دیگر شهرهای تابع این بخش هستند.

## جمعیت
براساس سرشماری مرکز آمار ایران در سال ۱۳۹۵، جمعیت بخش مرکزی  خرامه ۴۱،۱۱۰ نفر بوده‌است.

## تقسیمات کشوری
بخش مرکزی شهرستان خرامه از سه دهستان تشکیل شده‌است:
- دهستان خیرآباد
- دهستان کفدهک
- دهستان معزآباد